# Републикански път III-488
Републикански път IIІ-488 е третокласен път, част от републиканската пътна мрежа на България, преминаващ изцяло по територията на област Сливен. Дължината му е 38,1 км.
Пътят се отклонява надясно при 53,1 км на Републикански път II-48 в северната част на село Градец. Минава през центъра на селото и продължава на югозапад, нагоре покрай левия бряг на река Луда Камчия. При село Ичера пресича реката и започва изкачване на Стара планина между Сливенска планина на запад и Стидовска планина на изток и планината Гребенец на югоизток. Западно от село Сотиря слиза от планината, навлиза в Сливенската котловина, минава през град Сливен и недалеч от центъра на града се съединява с Републикански път II-53 при неговия 118,3 км.
| Пътища, отклоняващи се надясно (населено място, № на пътя, посока на пътя) | Км   | Пътища, отклоняващи се наляво (посока на пътя, № на пътя, населено място) |
| -------------------------------------------------------------------------- | ---- | ------------------------------------------------------------------------- |
| Община Котел, II-48, 53,1 км, с. Градец →                                  | 0,0  | → с. Градец, 53,1 км, II-48, Община Котел                                 |
| Община Сливен                                                              | 4,8  | Община Сливен                                                             |
| с. Ичера                                                                   | 10,5 | с. Ичера                                                                  |
| (за с. Раково и лет. „Карандила“) общински път ←                           | 18,9 |                                                                           |
|                                                                            | 30,7 | ← 8,8 км, III-6007 (от 412,9 км на I-6)                                   |
| (за с. Раково) общински път, гр. Сливен ←                                  | 36,5 | гр. Сливен                                                                |
| (от с. Поликраище) II-53, 118,3 км, гр. Сливен →                           | 38,1 | → гр. Сливен, 118,3 км, II-53 (до гр. Средец)                             |